# Reedição
A reedição, também conhecida como relançamento, é a emissão repetida de um trabalho publicado. Comummente, refere-se a um álbum que foi lançado anteriormente é novamente editado, às vezes com alterações ou acréscimos.

## Motivações

### Novos formatos de áudio
Gravações originalmente lançadas num formato de áudio que se tornou tecnologicamente ou comercialmente obsoletos são reeditados em novos formatos. Por exemplo, milhares álbuns em vinil foram relançados em CD desde a introdução do formato no início da década de 1980. Mais recentemente, muitos álbuns são lançados originalmente em CD ou formatos anteriores foram reeditados em SACD ou DVD-Audio.

### Nova administração
Quando uma editora discográfica compra a outra ou adquire o catálogo de um artista individual, os seus álbuns são muitas vezes reeditados sob a marca da nova empresa. Por exemplo, a Polydor Records reeditou muitos dos trabalhos de James Brown que foram originalmente lançados pela sua antiga editora, King Records.

### Vendas elevadas ou fracas
As obras são reeditadas para atender a uma demanda contínua para um álbum que continua a ser popular depois do seu lançamento original. Em outros casos, os álbuns são reeditados para criar interesse e na esperança de reavivar as vendas de um registo que tenha obtido um fraco desempenho comercial. Por exemplo, a Roadrunner Records é notória pela reedição de projetos dos seus artistas em apenas meses desde do lançamento original do álbum.

### Edições especiais, limitadas e comemorativas
Algumas das obras são reeditadas para celebrar a sua popularidade, influência, ou um aniversário do artista ou obra. Um dos exemplos mais populares é o de Thriller 25, uma edição comemorativa para celebrar o 25.º aniversário do álbum de Michael Jackson e o mais vendido de sempre na indústria da música.

### Revisões ou controvérsias
Alguns dos discos são reeditados logo após o seu lançamento original, porque uma das faixas foi criticada negativamente. "Cop Killer" por Body Count é um desses exemplos.
Algumas gravações são remisturadas e reeditadas num esforço para apagar as contribuições de membros anteriores de uma banda. Dois exemplos são de Ozzy Osbourne: Blizzard of Ozz e Diary of a Madman.

## Alterações
Acréscimos ou alterações a reedições de álbuns incluem o seguinte:
- Remasterização de áudio;
- Inclusão de faixas bónus ou outro conteúdo multimédia;
- Novos créditos;
- Nova capa de álbum ou embalagem;
- Títulos modificados como para "Versão especial" ou "Versão alargada".